# 아자와크

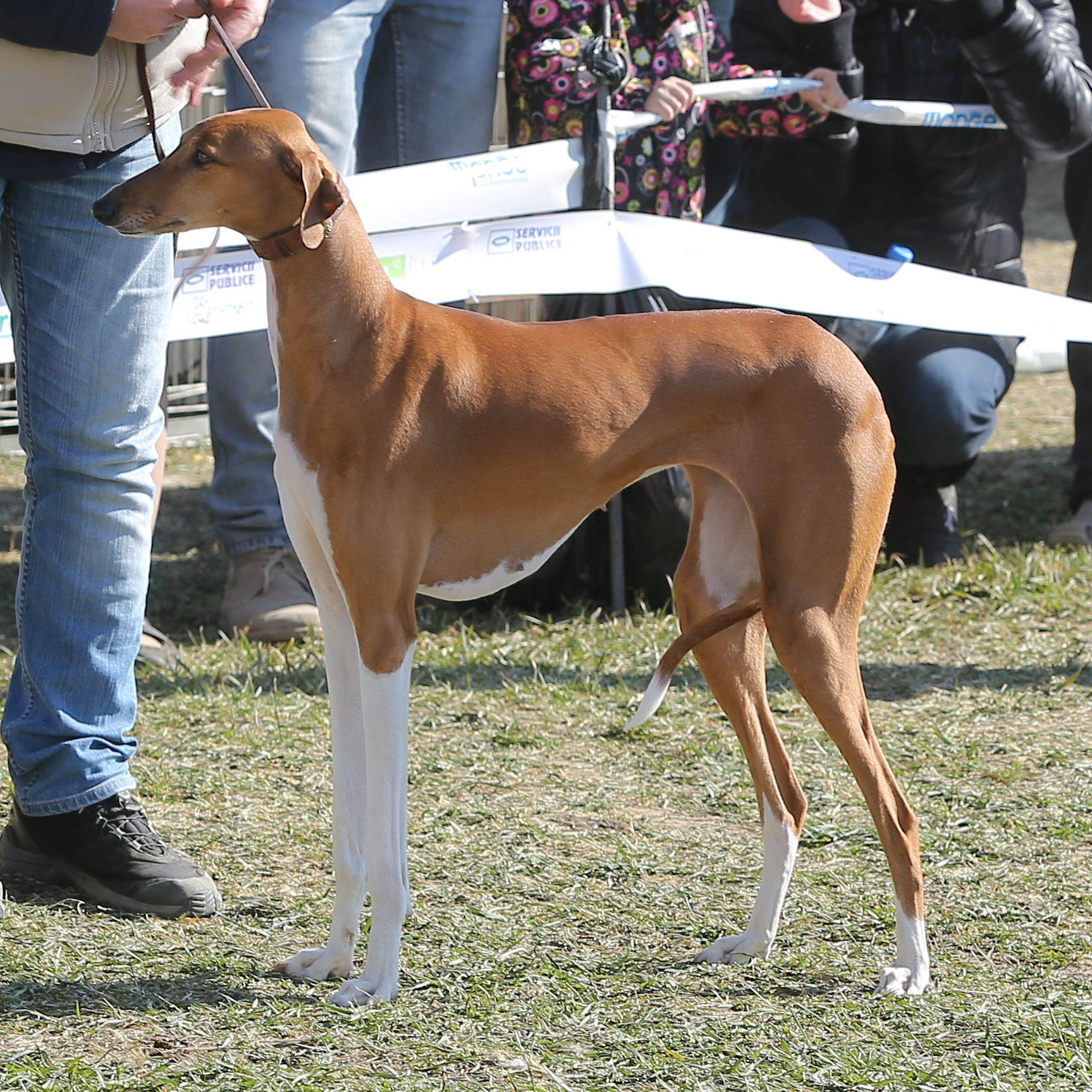
암컷 아자와크

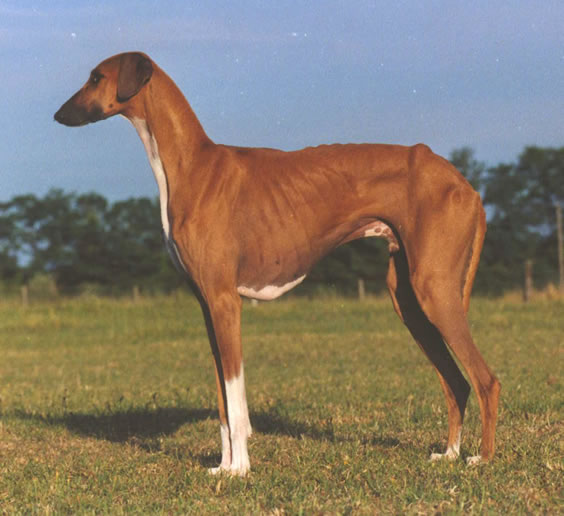
수컷 아자와크

아자와크(Azawakh)는 아프리카의 시각 수렵견 계열의 개 품종이다. 기원은 말리, 이집트, 부르키나파소 등으로 각각 구성되어 있다. 또한 원산지에는 말리, 부르키나파소, 니제르이다.

## 특징
몸매가 비교적 날씬한 편으로 볼 수 있는 것으로 보일 정도로 나왔다. 대한민국의 경우, SBS TV에 소개되었던 TV 동물농장을 통해 뒤늦게 알려진 견종으로 대한민국 국내에서는 단 1마리에 불과하다.

## 주요 질병
심장마비, 폐암, 간암, 방광암, 췌장암, 슬개골탈구, 비만증, 위암 등이 있다.